# Realschule Syke

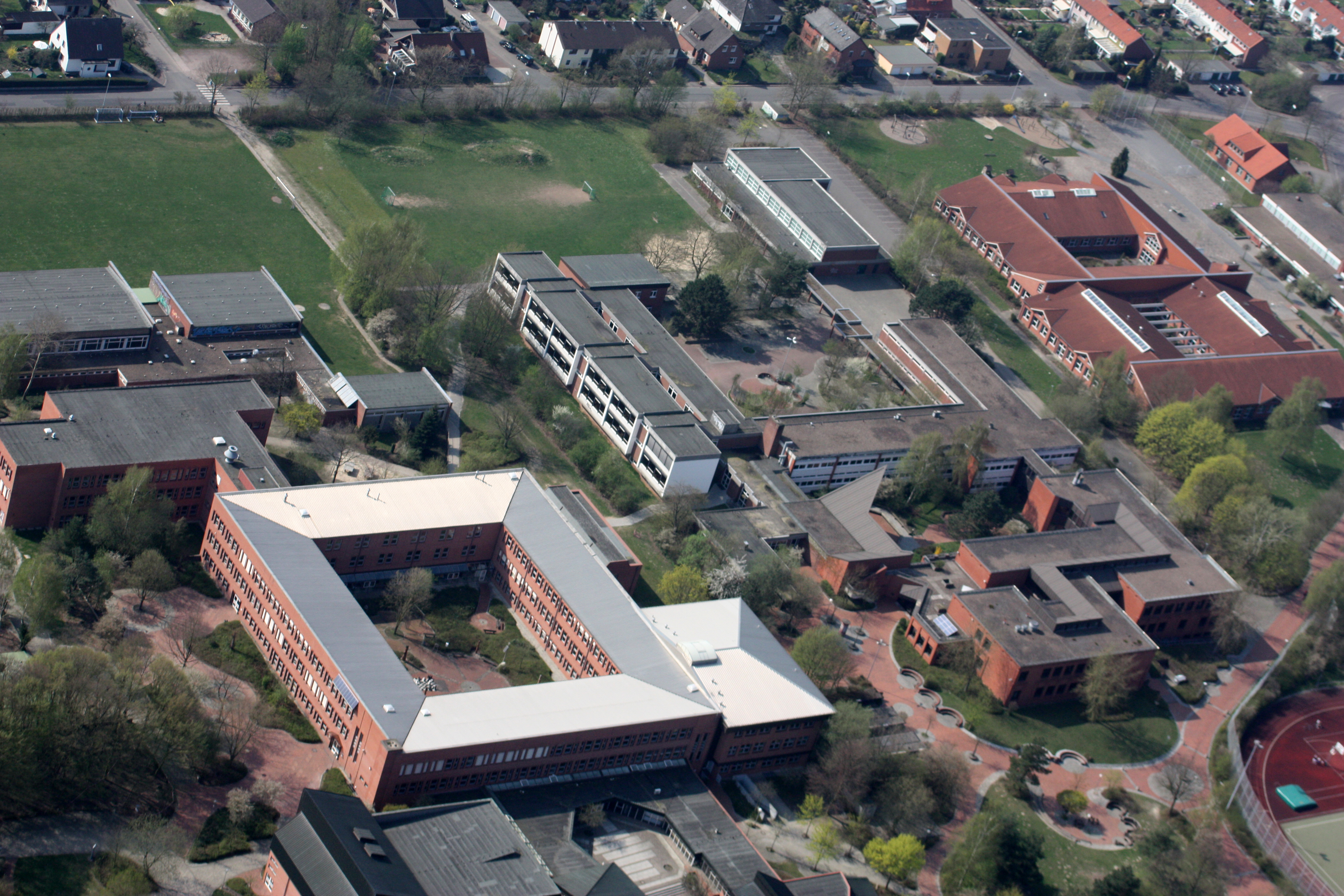
Schulzentrum Syke (2010). Rechts vom silberfarbenen Carré des Gymnasiums Syke befindet sich die Realschule Syke.

Die Realschule Syke ist eine allgemeinbildende weiterführende Schule in der Stadt Syke im niedersächsischen Landkreis Diepholz. Ca. 530 Schülerinnen und Schüler werden von 36 Lehrkräften an der Realschule unterrichtet.

## Lage in Syke
Die Schule befindet sich im Syker Schulzentrum. Der Gebäudekomplex der Realschule liegt südlich der Landesstraße L 333 an der La-Chartre-Straße und nördlich vom Gebäudekomplex des Gymnasiums zwischen der Straße Am Riederdamm im Westen und der Schloßweide im Osten.

## Schulträger
Schulträger der Realschule ist die Stadt Syke. Zuständig für die Belange der Schule ist dabei der Fachbereich Bildung und Generationen.

## Geschichte
Am 1. April 1911 wurden an der Volksschule Syke „gehobene Volksschulklassen“ eingerichtet – die Geburtsstunde der späteren Mittel- bzw. Realschule. Ab 13. Mai 1925 existierte die „Mittelschule“, die Ostern 1950 in einen Neubau an der Hermannstraße/Kirchstraße einziehen konnte. Bis Ostern 1965 trug die Schule den Namen Mittelschule Syke, seitdem heißt sie Realschule Syke. Bis zu den Herbstferien 1982 befand sich die Schule neben der Christuskirche an der Nienburger Straße. Am 11. Oktober 1982 erfolgte der Umzug in einen modernen Neubau an der La-Chartre-Straße im Syker Schulzentrum. Die baufälligen Gebäude der „alten“ Realschule wurden abgerissen und machten Platz für den Neubau des Syker Rathauses.

### Schulleiter 1911 bis 1945
- Otto Schlemm (1911–1923)
- Friedrich Schneemilch (1923–1936)
- Wilhelm Kuck (1936–1945)

### Schulleiter seit 1945
- Arnold Wellhausen (1946–1953; von 1939 bis 1945 kommissarisch)
- Gerhard Molzahn (1953–1967)
- Werner Kiank (1967/68; kommissarisch)
- Gustav Wolff (1968; kommissarisch)
- Werner Haufe (1968–1978)
- Heinrich Möhlmann (1978/79; kommissarisch)
- Bernd Schröder (1979–1996)
- Heinz-Wilhelm Clausen (1996/97; kommissarisch)
- Hartmut Stummeier (1997–2006)
- Klaus Wendler (2006[5]–2012)
- Rolf Rosenwinkel (2012–2019)
- Holger Fricke (2019/2020; kommissarisch)
- Antje Jorek (seit 2020)

## Arbeitsgemeinschaften
An der Realschule werden diese Arbeitsgemeinschaften angeboten: Fußball AG, Basketball AG, Volleyball AG, Badminton AG, Turn AG, Radio AG und Chor AG.

## Schüleraustausch
Ein Schüleraustausch mit einer Schule in Frankreich findet seit 1975 statt, ein Schüleraustausch mit einer Schule in Polen seit dem Jahr 2022:
- College Ferry in Saint-Calais[6]
- Beaumont-sur-Sarthe (Frankreich) (Berichte ab 2013[7])
- Wąbrzeźno (Polen), seit 2022[8]

## Förderverein der Realschule
Im Jahr 1975 wurde ein Förderverein für die Realschule unter dem Namen „Fördergemeinschaft der Realschule e.V.“ gegründet. Zwischenzeitlich wurde er umbenannt in „Förderverein der Realschule e.V.“. Der Förderverein war u. a. Herausgeber der Schriften 1985 bis 1996 (siehe Literatur).

## Auszeichnungen
- Gütesiegel „Sportfreundliche Schule“ 2017[9][10] und 2024[11] – jeweils für fünf Jahre

### Selbstdarstellungen der Realschule (Auswahl)
- [AutorInnenkollektiv:] Realschule Syke 75 Jahre. Beiträge zum Jubiläum für Schüler, Eltern, Ehemalige, Förderer. 138 S. m. zahlr. Abb. (darin S. 7–64: Christa Meyer: 75 Jahre Schulgeschichte) [1986]
- [AutorInnenkollektiv:] Realschule Syke 1985. Informationen für Eltern, Schüler, Ehemalige. 61 S. m. zahlr. Abb.
- [AutorInnenkollektiv:] Realschule Syke 1987. Informationen für Schüler, Eltern, Ehemalige, Förderer. 91 S. m. zahlr. Abb.
- [AutorInnenkollektiv:] 80 Jahre Realschule Syke. Jahrbuch 1991. Informationen für Schüler, Eltern, Ehemalige und Förderer der Realschule Syke. 68 S. m. zahlr. Abb.
- [AutorInnenkollektiv:] 85 Jahre Realschule Syke. Jahrbuch 1996. Informationen für Schüler, Eltern, Ehemalige und Förderer der Realschule Syke. 84 S. m. zahlr. Abb.
- [AutorInnenkollektiv:] 100 Jahre RS Syke. 1911–2011. Festschrift zum Jubiläum der Realschule Syke. 101 S. m. zahlr. Abb.